# Agudus strigilifer
Agudus strigilifer är en insektsart som beskrevs av Delong och Rauno E. Linnavuori 1978. Agudus strigilifer ingår i släktet Agudus och familjen dvärgstritar. Inga underarter finns listade i Catalogue of Life.